# ادمینوا
ادمینوا (به لاتین: Adaminowo) در لهستان است که در Gmina Włocławek واقع شده‌است.

## خصوصیات
ادمینوا ۷۰ نفر جمعیت دارد.